# Linia kolejowa Golczewo Wąskotorowe – Śniatowo
Linia kolejowa Golczewo Wąskotorowe – Śniatowo – rozebrana wąskotorowa linia kolejowa łącząca Golczewo Wąskotorowe z Śniatowo.

## Historia
Linię otworzono 7 października 1905 roku. Na całej swojej długości posiadała jeden tor o rozstawie szyn 1000 mm. W 1961 roku nastąpiło zamknięcie linii dla ruchu pasażerskiego i towarowego, po tym roku natomiast jej fizyczna likwidacja.